# Сельский округ Баймырза
Се́льский окру́г Баймырза́ (каз. Баймырза ауылдық округі, до 2005 г. — Поко́рненский се́льский окру́г) — административная единица в составе Бухар-Жырауского района Карагандинской области Казахстана. Административный центр — село Баймырза.

## История
Постановлением Правительства Республики Казахстан от 23 мая 1997 г. № 865 «О мерах по реализации Указа Президента Республики Казахстан "Об изменениях в административно-территориальном устройстве Алматинской, Восточно-Казахстанской, Карагандинской и Северо-Казахстанской областей», Покорненский сельский округ вошёл в состав Бухар-Жырауского района. На основании решения III сессии Карагандинского областного Маслихата от 25 декабря 2003 года «О переименовании села и сельского округа Покорное Бухар-Жырауского района в село и сельский округ Баймырза» и на основании Постановления Акимата Бухар-Жырауского района Карагандинской области от 10 августа 2005 года за № 20/39 «О переименовании государственного учреждения «Аппарат акима Покорненского сельского округа Бухар-Жырауского района Карагандинской области в государственное учреждение «Аппарат акима сельского округа Баймырза Бухар-Жырауского района Карагандинской области» село Покорное было переименовано в село Баймырза, а Покорненский сельский округ — в сельский округ Баймырза.

## Состав
| № | Населённый пункт | Тип населённого пункта       | Код КАТО  | Географические координаты       | Население, чел. (2021 г.) |
| - | ---------------- | ---------------------------- | --------- | ------------------------------- | ------------------------- |
| 1 | Астаховка        | село                         | 354069200 | 50°15′42″ с. ш. 73°01′48″ в. д. | ↘165                      |
| 2 | Астаховка        | станция, упразднена          | —         | 50°17′37″ с. ш. 73°02′49″ в. д. | —                         |
| 3 | Баймырза         | село, административный центр | 354069100 | 50°13′14″ с. ш. 72°53′43″ в. д. | ↘1810                     |

## Население
| Численность населения | Численность населения | Численность населения | Численность населения |
| 1989                  | 1999                  | 2009                  | 2021                  |
| --------------------- | --------------------- | --------------------- | --------------------- |
| 2834                  | ↘2250                 | ↘2212                 | ↘1975                 |